# Guerra polaco–sueca (1626–1629)

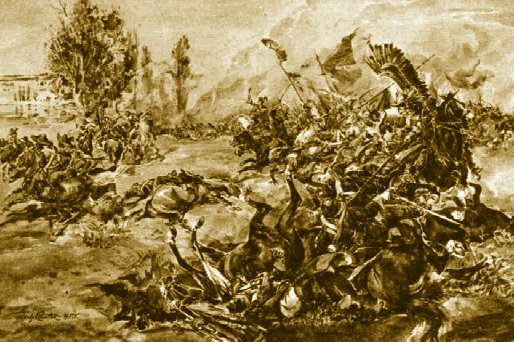
Batalha de Trzciana por Józef Brandt

A Guerra polaco-sueca de 1626-1629 foi a quarta fase de uma série de conflitos bélicos entre a Suécia e a Polónia no período 1600-1629, conhecidos genericamente como a "Segunda Guerra Polaco-Sueca" (Andra polska kriget).

Esta guerra acabou com a vitória da Suécia, e a anexação pelos Suecos da Livónia (Sul da Estónia e Norte da Letónia).

## Batalhas
- Batalha de Wallhof 1626 (vitória sueca)
- Batalha de Mewe 1626 (vitória sueca)
- Batalha de Hammerstein 1627 (vitória polaca)
- Batalha de Dirschau 1627 (vitória polaca)
- Batalha naval de Oliwa 1627 (vitória polaco-lituana)
- Batalha de Danzig 1628 (vitória sueca)
- Batalha de Osterode 1628 (vitória polaca)
- Batalha de Gurzno 1629 (vitória sueca)